# Джиан Руні
Джиан Руні (англ. Giaan Rooney, 15 листопада 1982) — австралійська плавчиня.
Олімпійська чемпіонка 2004 року, призерка 2000 року.
Чемпіонка світу з водних видів спорту 2001, 2005 років, призерка 2003 року.
Призерка Чемпіонату світу з плавання на короткій воді 1999, 2002 років.
Призерка Пантихоокеанського чемпіонату з плавання 1999, 2002 років.
Переможниця Ігор Співдружності 1998 року, призерка 2002, 2006 років.